# گدینگ
گدینگ (به لاتین: Gêding) یک شهرک در جمهوری خلق چین است که در Sa'gya County واقع شده‌است. گدینگ
- نفر جمعیت دارد.